# Константинополь
Константино́поль (др.-греч. Κωνσταντινούπολις — Константину́полис, или др.-греч. ἡ Πόλις — Полис — «Город»; осман. قسطنطينيه‎ [Qosṭanṭîniyye]; тур. Konstantinopolis, Kostantiniyye; лат. Constantinopolis — Константинополис) — название Стамбула до 28 марта 1930 года, неофициальное название (официальное — Новый Рим) столицы Римской империи (330—395), Восточной Римской (Византийской) империи (395—1204 и 1261—1453), Латинской империи (1204—1261) и Османской империи (1453—1922).
Византийский Константинополь, находившийся на стратегическом мысе между Золотым Рогом и Мраморным морем, на границе Европы и Азии, был столицей христианской империи — наследницы Древнего Рима и Древней Греции. На протяжении Средних веков Константинополь был самым большим и самым богатым городом Европы.
Среди имён города — Византий (греч. Βυζάντιον, лат. Byzantium), Новый Рим (греч. Νέα Ῥώμη, лат. Nova Roma) (входит в состав титула патриарха), Константинополь, Царьград (у славян; перевод греческого названия «Царственный град» — Βασιλεύουσα Πόλις — Василевуса Полис, город Василевса) и Стамбул. Название «Константинополь» сохраняется в современном греческом языке, «Царьград» — в южнославянских. В IX—XII веках использовалось и пышное название «Византида» (греч. Βυζαντίς). Город был официально переименован в Стамбул в 1930 году в ходе реформ Ататюрка.

## История

### Константин Великий (306—337)

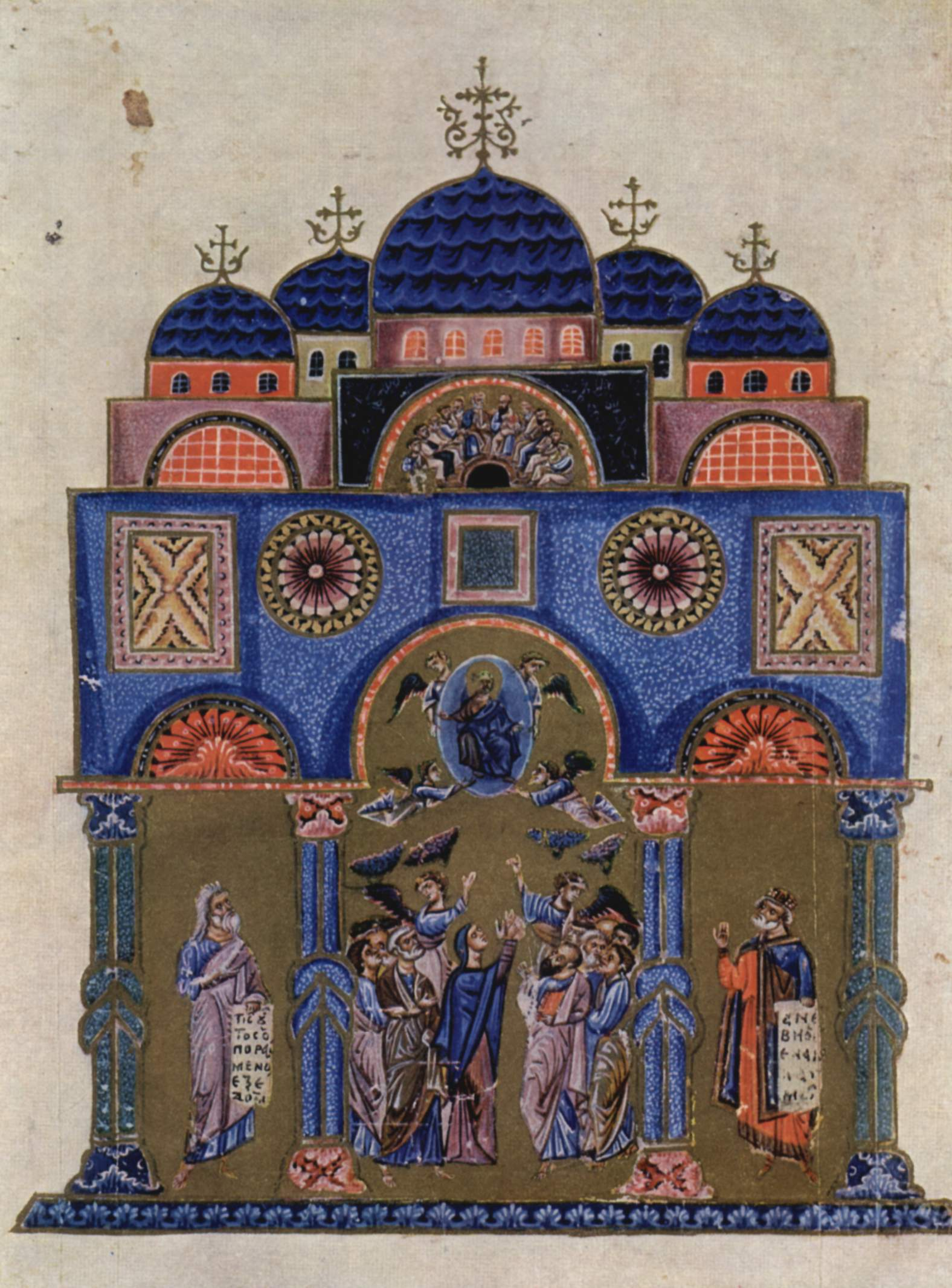
Церковь Святых Апостолов, 1150 г.

В 324 году, после побед в междоусобных войнах, император Римской империи Константин I Великий разворачивает в существовавшем с VII века до нашей эры как греческая колония городе Виза́нтии масштабное строительство — перестроен ипподром, построены новые дворцы, возведена огромная церковь Апостолов, строятся крепостные стены, со всех концов империи в город свозятся произведения искусства. В результате масштабного строительства город увеличивается в несколько раз, существенно увеличивается прирост населения за счёт миграции из европейских и азиатских провинций.
Многие исследователи считают, что 11 мая 330 года Константин официально перенёс столицу Римской империи в город на Босфоре и нарёк его Новым Римом, который вскоре был переименован в Константинополь. Но, как показал В. В. Серов, столичный статус развивался постепенно, пройдя несколько этапов — от города Константина до столицы ранней Византии.
В последующем город стремительно рос и развивался, вследствие этого через полвека, при правлении императора Феодосия, возводятся новые городские стены. Данные стены города, сохранившиеся до наших дней, заключили в себя уже семь холмов — столько же, сколько в Риме.

### Разделённая империя (395—527)
После смерти Феодосия в 395 году Римская империя окончательно делится на Западную Римскую империю и Восточную Римскую империю. После гибели Западной Римской империи (476) Восточная империя традиционно называется западным термином Византийская империя или просто Византия, хотя самоназванием это никогда не было, и до конца существования Византии империя называлась по-гречески Ромейской (то есть Римской), а её жители — ромеями (римлянами).

### Город Юстиниана (527—565)
Во времена правления императора Юстиниана в 527—565 годах для Константинополя наступает «золотой век». Через пять лет его правления (в 532 году) в городе вспыхнуло крупнейшее восстание «Ника» — город был существенно разрушен, сгорел собор Святой Софии. После жестокого подавления бунта Юстиниан заново отстраивает столицу, привлекая лучших архитекторов своего времени. Строятся новые здания, храмы и дворцы, а центральные улицы нового города украшаются колоннадами. Особое место занимает строительство собора Святой Софии, который стал самым большим храмом в христианском мире и оставался таковым на протяжении более тысячи лет — вплоть до постройки Собора Святого Петра в Риме.
«Золотой век» не был безоблачным: в 544 году Юстинианова чума унесла жизни 40 % населения города, а в 557 году город пострадал от мощного землетрясения.
Город быстро растёт и становится сначала деловым центром тогдашнего мира, а вскоре и самым большим городом мира. Его даже стали называть просто Город. В период расцвета площадь города составляла 30 тыс. гектаров, а население — сотни тысяч человек, что в примерно десять раз превышало типичный размер крупнейших городов Европы.
Первые упоминания турецкого топонима İstanbul ([isˈtanbul] — иста́нбул, местное произношение ɯsˈtambul — ыста́мбул) появляются в арабских, а затем и в тюркских источниках X века и происходят от (греч. εἰς τὴν Πόλιν), «ис тин по́лин» — «в город» или «к городу» — является косвенным греческим наименованием Константинополя.

### Осады и упадок

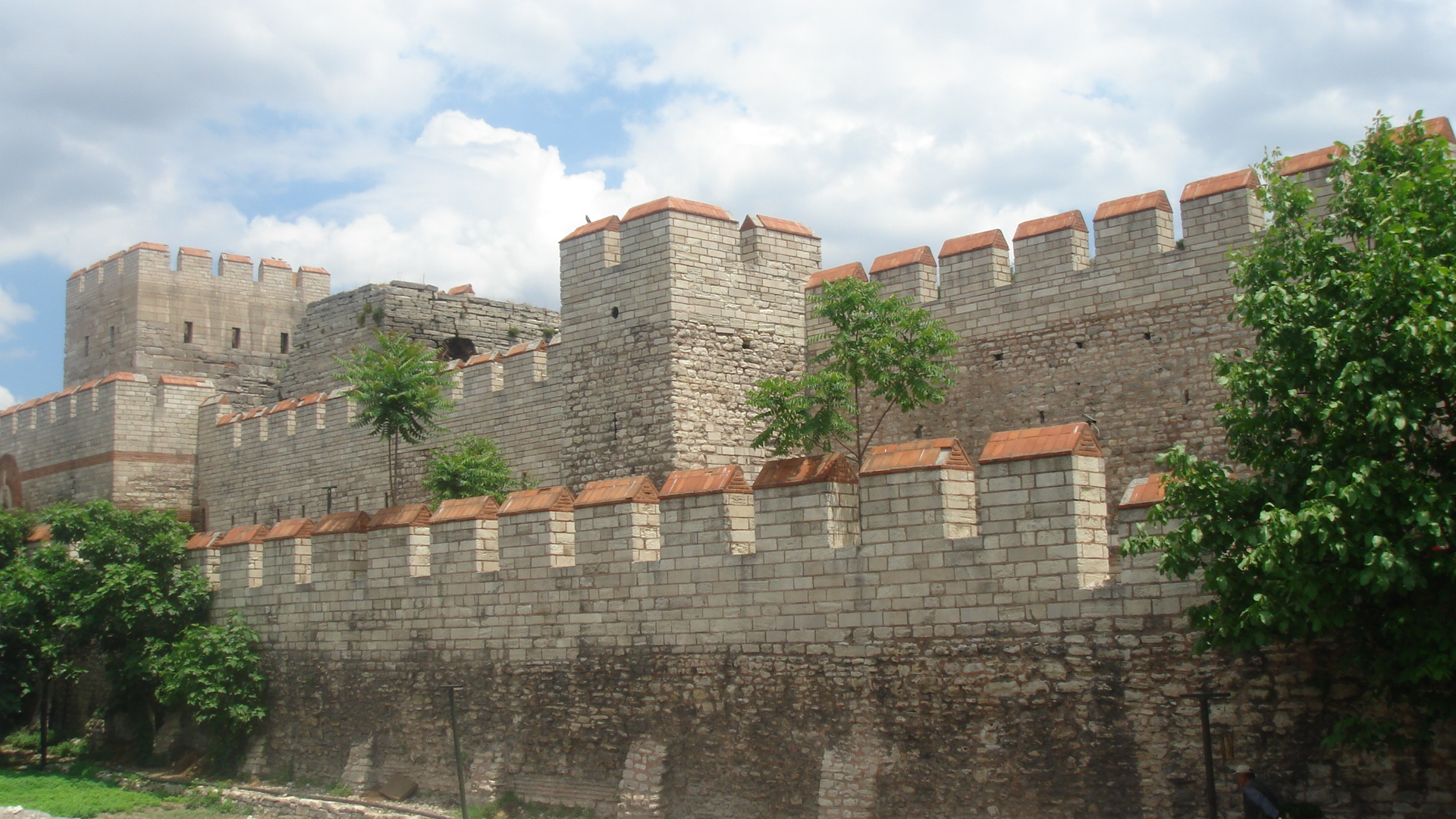
Стены Константинополя

В период с 666 по 950 год город подвергается неоднократным осадам со стороны арабов, болгар и русов.
Во времена правления императора Льва Исавра в 717—741 годах начинается период иконоборчества, который продлится до середины IX века, уничтожаются многие фрески и мозаики на религиозные темы.

### Расцвет при Македонянинах и Комнинах
Второй величайший расцвет Византии, а с ней и Константинополя, начинается в IX веке с приходом к власти Македонской династии (856—1056). Тогда, одновременно с крупными военными победами над основными врагами — болгарами (Василий II даже носил прозвище Болгаробойца) и арабами, расцветает грекоязычная культура: наука (реформируется Константинопольская высшая школа — своего рода первый европейский университет, основанный ещё Феодосием II в 425 году), живопись (в основном фрески и иконы), литература (в основном агиография и летописание). Усиливается миссионерская деятельность, преимущественно среди славян, примером чему служит деятельность Кирилла и Мефодия.
В результате разногласий между папой римским и патриархом Константинополя в 1054 году произошло разделение христианской церкви, а Константинополь стал православным центром.
Так как империя была уже далеко не такой большой, как во времена Юстиниана или Ираклия, в ней не было других городов, сопоставимых с Константинополем. В это время Константинополь играл основополагающую роль во всех областях жизни Византии. С 1071 года, когда началось нашествие турок-сельджуков, империя, а с ней и Город вновь погружаются во мрак.
Во времена правления династии Комнинов (1081—1185) Константинополь переживает последний расцвет — правда, уже не такой, как при Юстиниане и Македонской династии. Центр города смещается на запад к городским стенам, в нынешние районы Фатих и Зейрек. Строятся новые церкви и новый императорский дворец (Малый Влахернский дворец).
В XI и XII веках генуэзцы и венецианцы берут в руки торговую гегемонию и располагаются на Галате.

### Падение

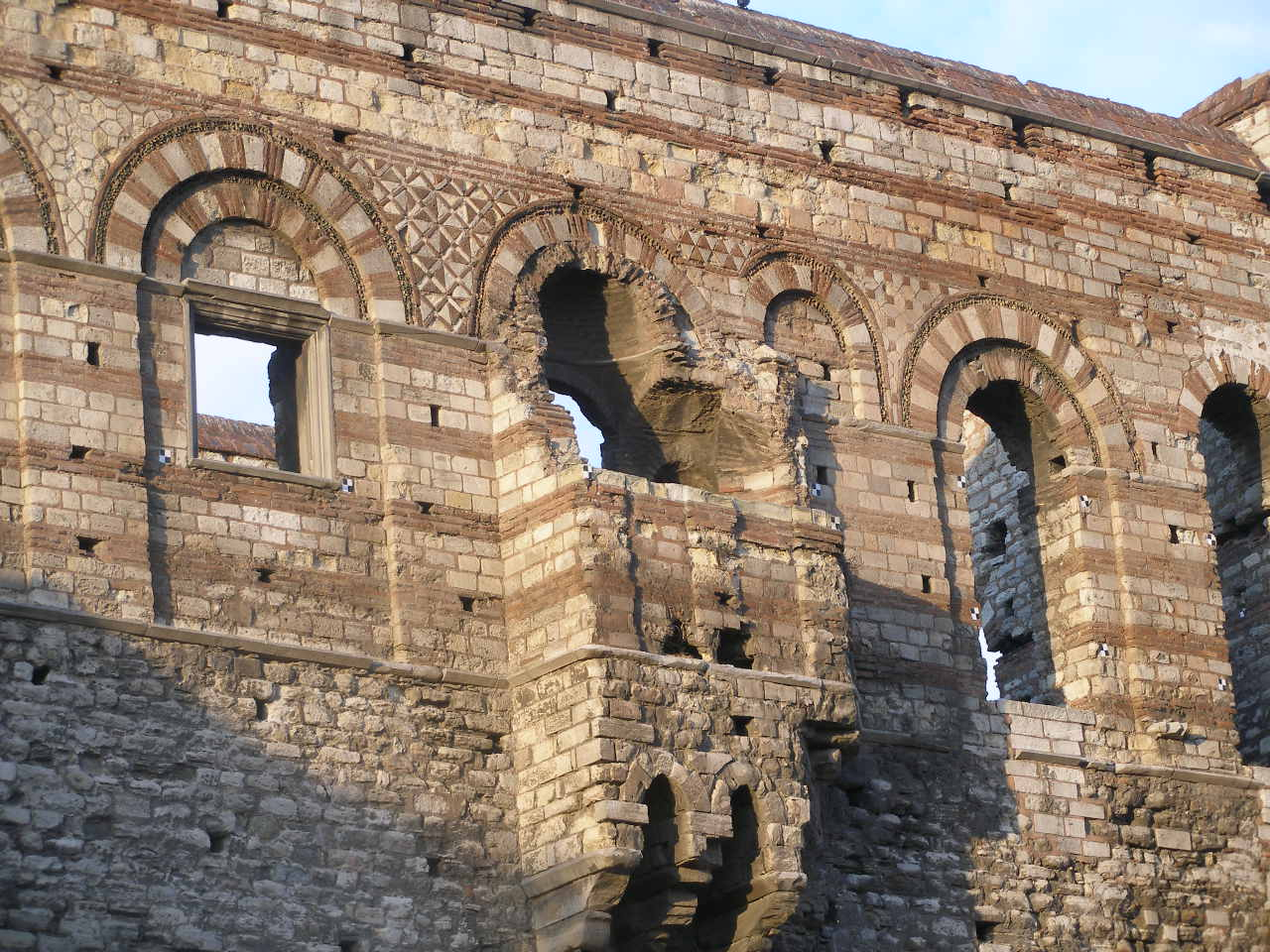
Новый дворец во Влахерне

13 апреля 1204 года Константинополь захватывается рыцарями Четвёртого крестового похода, которые его сжигают и практически полностью разоряют. Город становится столицей Латинской империи крестоносцев, в котором экономическое господство перешло к венецианцам. В Константинополе был произведён своеобразный раздел храмов между католической и православной церквями. Из 300 городских церквей около 250 было сохранено за православными, 7 перешло венецианцам, около 30 — французам, 2 храма стали императорскими. Существовали также храмы, которые находились в совместном использовании как православных, так и католиков. На столице Латинской империи сказались финансовые проблемы её правителей. В городе прекратилось городское строительство, его стены ремонтировались только частично. В городе проходил процесс отстраивания храмов или возведения их на месте прежних, но происходило это не часто. Вместе с тем, в городе сохранялось искусство книжной миниатюры. В Константинополь прошло творчество трубадуров. В июле 1261 года византийцы, поддержанные генуэзцами, отвоёвывают город, и власть вновь переходит к византийской династии Палеологов.
До середины XIV века Константинополь оставался крупным торговым центром, затем постепенно пришёл в запустение, ключевые позиции в городе захватили венецианцы и генуэзцы. С конца XIV века Константинополем не раз пытались овладеть османские турки. После строительства султаном Мехмедом Завоевателем в 1452 году Румельской крепости судьба города была предрешена, и 29 мая 1453 года после длительной осады город пал.
Константинополь стал столицей нового государства — Османской империи.

## Царьград

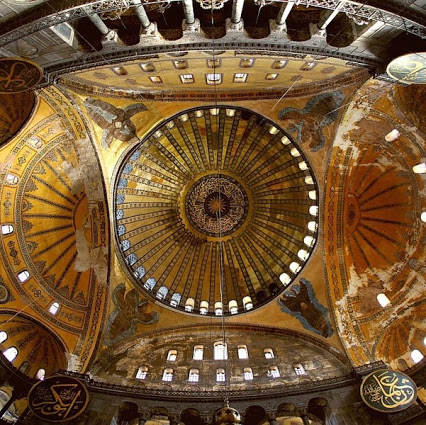
Ротонда Айя Софии

Царьград — славянское название города или земли Константинополя, столицы Восточно-Римской (Византийской) Империи и современного Стамбула в Турции. Он представляется несколькими способами в зависимости от языка, например, старославянский: Цѣсарьградъ; церковнославянский: Царьгра̀дъ, русский: рус. Царьгра́д; южнославянские языки: Carigrad или Цариград, в зависимости от их алфавитов; словац. Carihrad; чеш. Cařihrad; пол. Carogród; укр. Царгород; также Czargrad и Tzargrad; см. Царь.
Царьград — древнеславянский перевод греческого Βασιλὶς Πόλις. При объединении славянских слов царь «Император» и град «город» это означало «Город императора».
Болгары также применили это слово к Велико-Тырнову (Царевградский Тырнов, «Имперский город Тырнов»), одной из столиц болгарских царей, но после того, как Балканы попали под власть Османской империи, болгарское слово использовалось исключительно как другое имя Константинополя.
Слово «Царьград» теперь является архаичным термином на русском языке. Однако он по-прежнему используется в болгарском языке, особенно в историческом контексте. Основная транспортная артерия в столице Болгарии Софии носит имя Цариградско шосе («Царьградское шоссе»); дорога начинается как бульвар Царя-Освободителя и продолжается до главного шоссе, ведущего на юго-восток в Стамбул. Название Царьград также сохранилось в таких группах слов, как цариградско грозде («Царский виноград», что означает «крыжовник»), блюдо цариградски кюфтенца («маленькая цариградская кюфта») или высказывания вроде «Можно даже попасть в Цариград, спросив». В словенском языке это название по-прежнему используется и часто предпочитается официальному. Люди также понимают и иногда используют название Carigrad в Боснии, Хорватии, Черногории и Сербии.

## Карты
На путевой пейтингеровой карте (табуле) из Атласа, изданного Яном Янсоном в Амстердаме в первой половине XVII века на листах 199—206 (копия дорожной карты Римской империи I—V веков) Константинополь показан в виде персонифицированной фигуры, восседающей на троне в царских одеждах и с инсигниями власти (отождествление городов с антропоморфной фигурой было характерно для эпохи античности), увенчанной шлемом с султаном из перьев, похожих на павлиньи. На других копиях пейтингеровых карт голова фигуры увенчана пернатым триумфальным шлемом-туфой с военной атрибутикой. На карте монаха-копииста из монастыря Райхенау фигура Константина-Константинополя (лат. Constantinopolis) показана со знаковыми инсигниями императорской власти. Римско-византийский континуитет показан в виде щита, который имеет такую же форму, как у Рима и облачения фигуры в тогу пурпурного императорского цвета, такую же как и у лат. Roma. На карте правая рука персонификации Константинополя указывает на триумфальную колонну с фигурой (возможно, это колонна Аркадия, построенная в 402—403 годах или «столп» форума Тавра со статуей Феодосия Великого), которая держит державу и скипетр-копьё.

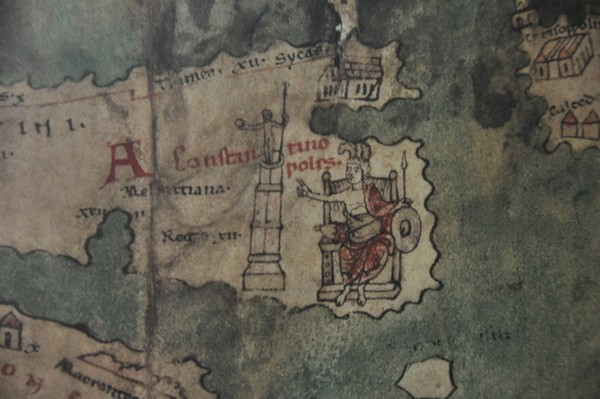
Персонификация Константинополя на «Пейтингеровой карте» (римская дорожная карта ок. IV в.) в средневековой копии XII—XIII вв. Подпись сделана чернилами лат. rubrum, которыми императоры-ромеи подписывали документы
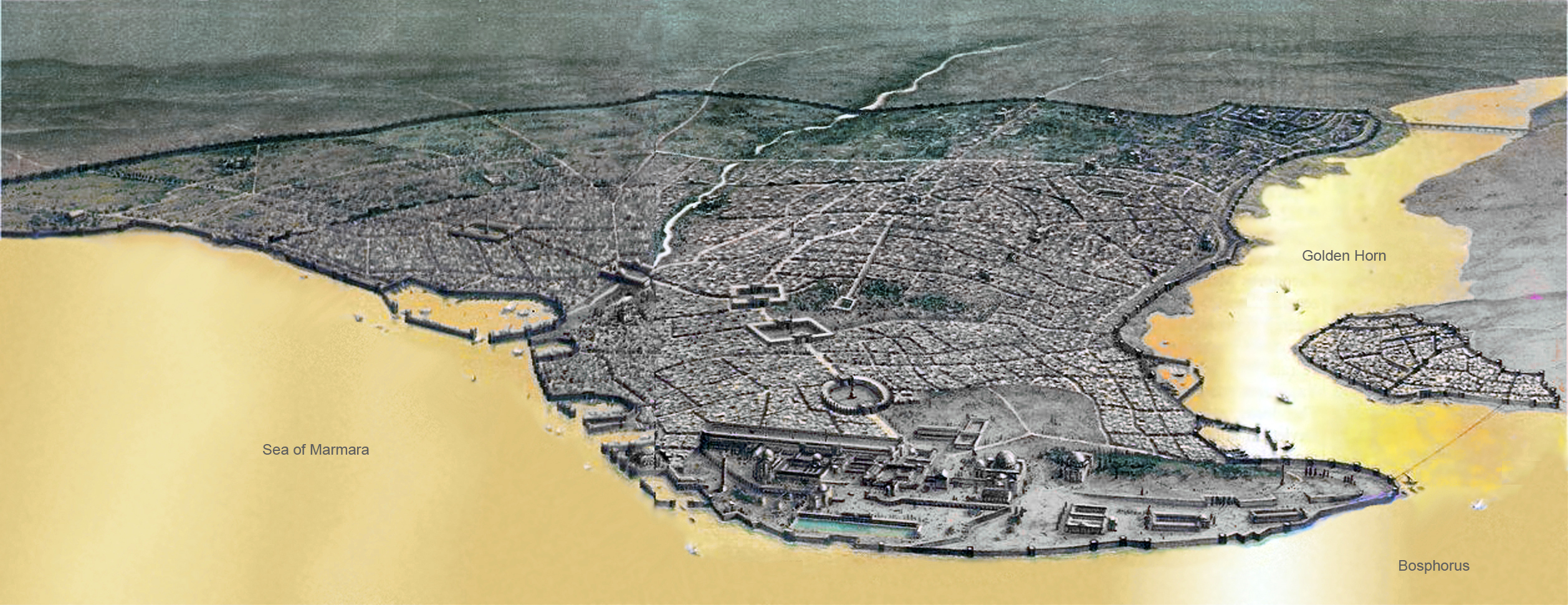
Вид на Константинополь византийской эпохи с высоты птичьего полёта (реконструкция)
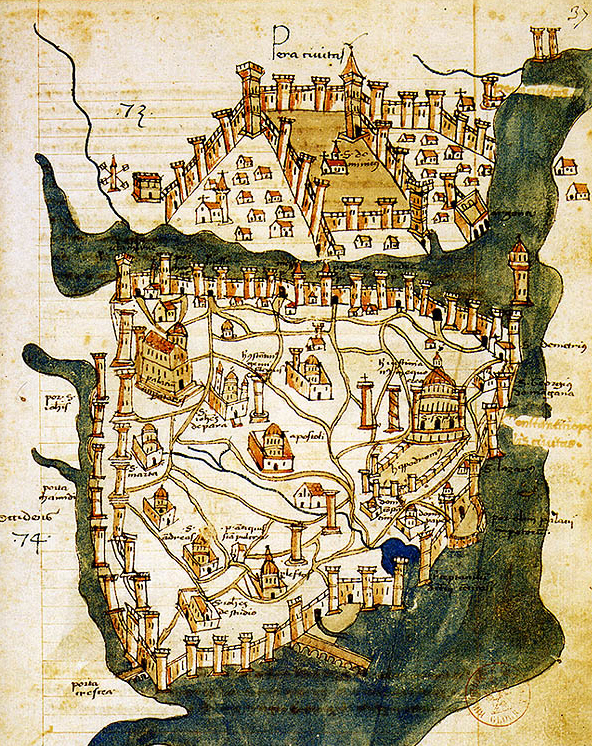
Карта Константинополя (1422) флорентийского картографа Буондельмонти[17] является старейшей картой города и единственной, которая предшествовала османскому завоеванию города в 1453 году
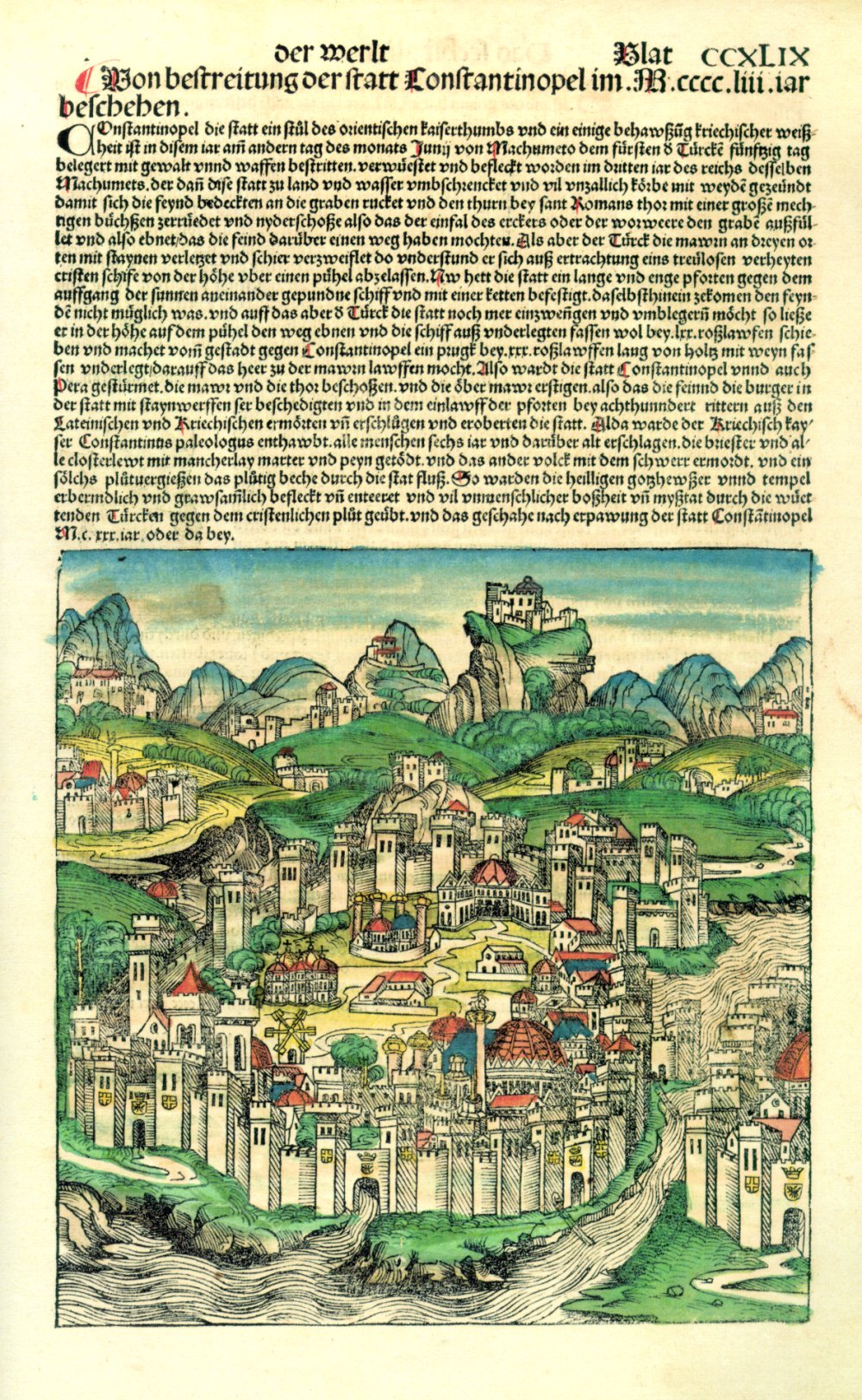
Страница с изображением Константинополя в Нюрнбергской хронике, опубликованная в 1493, сорок лет спустя после падения города
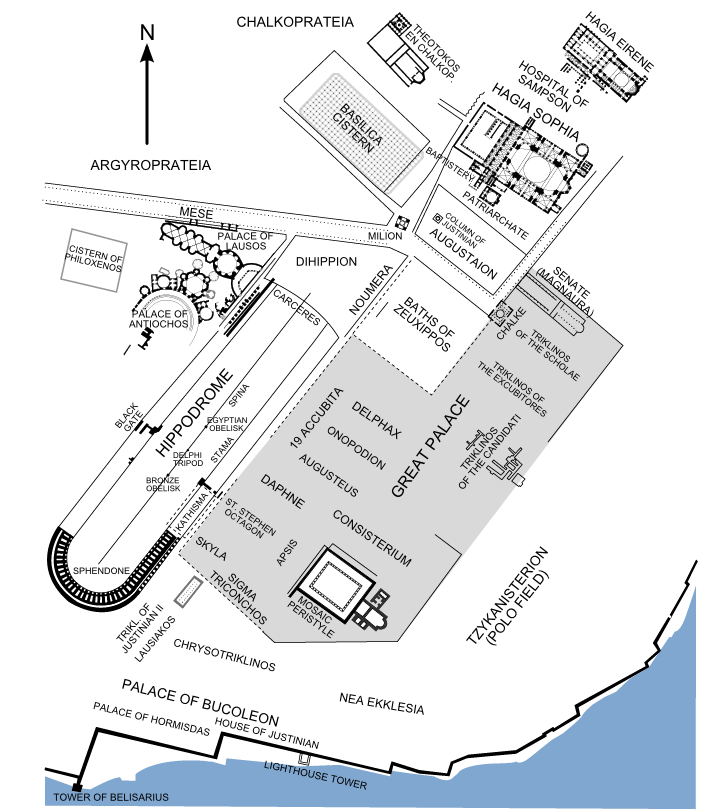
Монументальный центр Константинополя
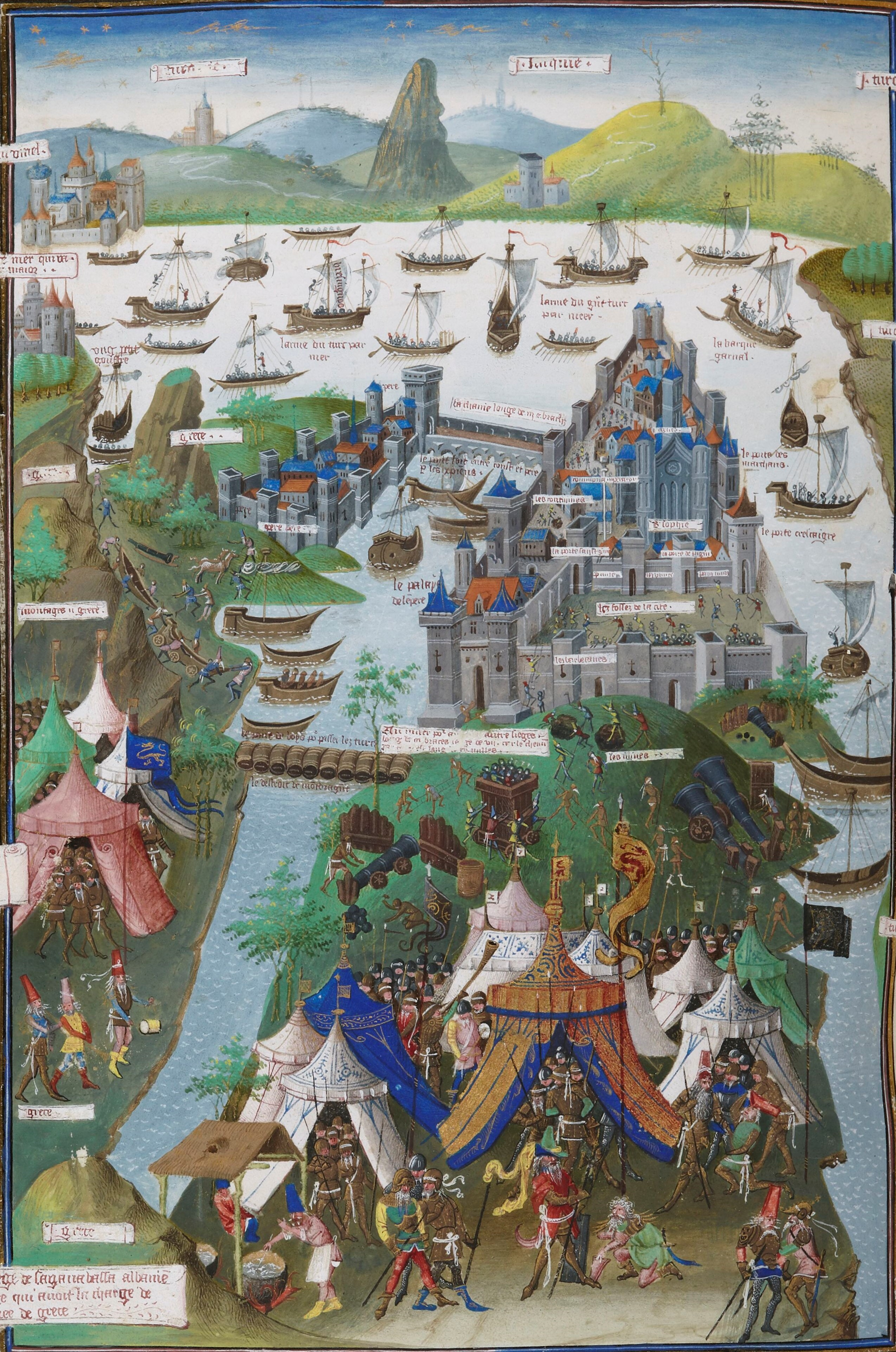
Окончательная осада Константинополя, французская миниатюра XV века

## Архитектура
Городское пространство Константинополя («Царицы городов») задумывалось как отражение Небесного Иерусалима на Земле. Это священное пространство изучает иеротопия — наука на стыке истории, богословия, искусствоведения и других дисциплин. Очертания градостроительной программы Нового Рима до сих пор можно увидеть в городе, например, мраморные колонны (и их обломки) с декором, напоминающим «павлиний глаз» на бывшем форуме Феодосия (ныне — площадь Баязид); на обочине Месы (лат. Via Triumphalis, ныне Диванйолу); во дворе Археологического музея Стамбула (с форума Тавра); в подземной цистерне VI в. «Йери Эребатан сарай» в качестве опор свода. Сероватый мрамор добывали и обрабатывали в каменоломнях острова Мармара в Пропонтиде. Колонны из белоснежного мрамора цистерны происходят из остатков храма «Геры Акры» и не похожи ни на один классический ордер: их конструкция имитирует перо птицы Геры и сильно сужаются кверху.
Три главных форума города: Константина, Августион и Феодосия (реплика форума Траяна в Риме) в древности были отмечены символами Геры — небесной царицы античности. В первом форуме располагалась огромная бронзовая статуя Геры, возможно работы прославленного скульптора Лисиппа (до 1204 года), на форуме Феодосии были построены «звёздные врата» — триумфальная арка из трёх пролётов и 16 столбов, украшенная «глазами Аргуса».
Между храмом Святой Софии и Большим дворцом на гигантской колонне в западной части форума Августеон в 543 году была установлена конная статуя императора Юстиниана (в 1492 году, через 40 лет после падения Константинополя, монумент обрушился из-за грозы). Создана современная реконструкция статуи.
Во время июльских календ император отправлялся в храм районе Павлин северо-западного угла города (византийский район Влахерны, средневековый Балат). Первое упоминание храма Богородицы Балину (Павлина, лат. Theotokos Baigle) — в 1583 году. Церковь сохранилась и поныне по адресу Mahkeme Alti Cad. № 38.
В константинопольском монастыре Хора (Кахирие-Джами) сохранились мозаичные работы Богородичного цикла, выполненные в 1316—1321 годах.
В легенде к гравюре «Главный Султанский Город Константинополь, расположенный во Фракии» и в указателях из «Космографии» Себастьяна Мюнстера (отпечатанной в Базеле около 1570 года), рассказывается о достопримечательностях Нового Рима:

Вот древние памятники Города Константинополя, многие из которых в настоящее время лежат в руинах, как это можно видеть на данной картине: отметим те постройки, которые ещё сохранились, в особенности же Центральный Храм Святой Софии, Дворец Императора Константина и, кроме того, ещё один круглый Дворец; таким образом, этот Император [Константин] возвёл также ещё один [дворец] близ Храма Святой Софии, который имел большие размеры, но ныне он разрушен.
Некоторые достопримечательные места Столичного Града Константинополя.
A Вот в извилинах Колонна, камни которой искусно между собой соединены, а высоту она имеет 24 сажени
B Есть там также Колонна, которую именуют «Историческая Колонна»: а называется она так потому, что внутри колонны создавались исторические хроники
C Вот местность, где расположена резиденция Патриарха Константинопольского, откуда можно проследовать в близлежащий район Балат; и всё это можно увидеть [на этом плане]
D Церковь Святого Евангелиста Луки
E Церковь Св. Петра
ПЕРА. В Константинополе, как уже упоминалось, есть (район) Пера, или (как говорят турки) «Галата», есть там также Широкий Залив, который впадает в Море, есть там Турецкое, а также и Иудейское кладбища, а за пределами города находятся повсеместно другие кладбища, и всё это можно видеть по изображённым (надгробным) камням (на плане)
F Вот регион в правом углу, где Море соединяется с Заливом, где турки выделили грекам (местность) Вайссенбург, а также там в настоящее время имеется литейное производство (пушек).

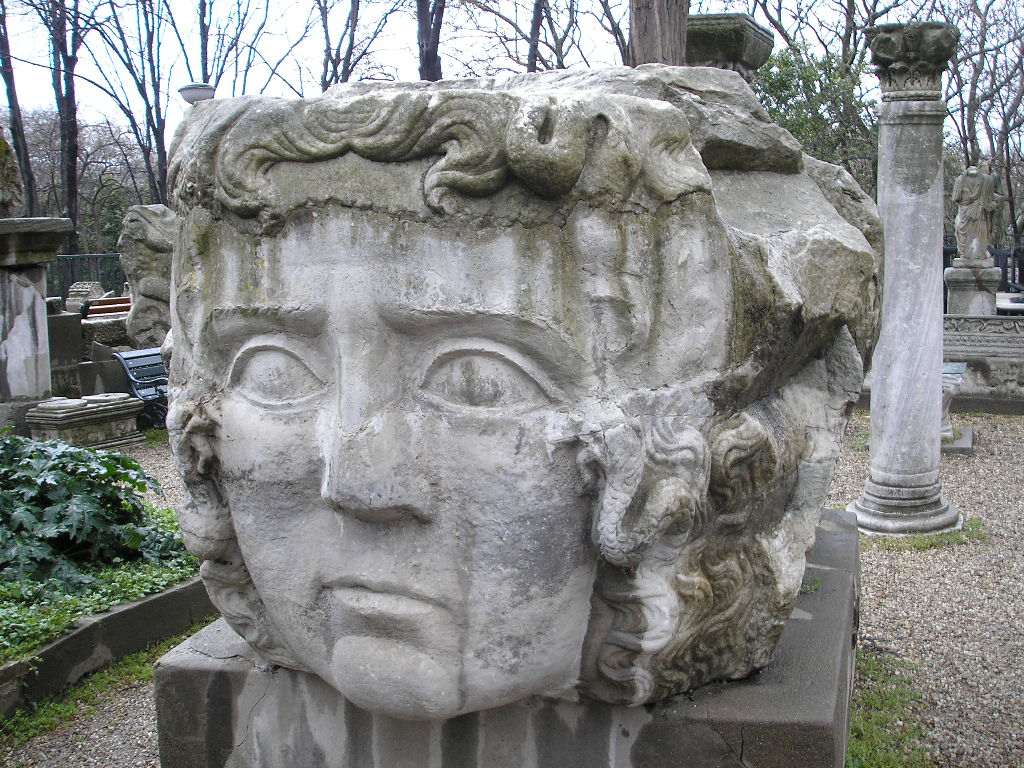
Этот огромный камень-ключ в Чемберлиташе (Фатих), возможно, принадлежал к триумфальной арке на Форуме Константина
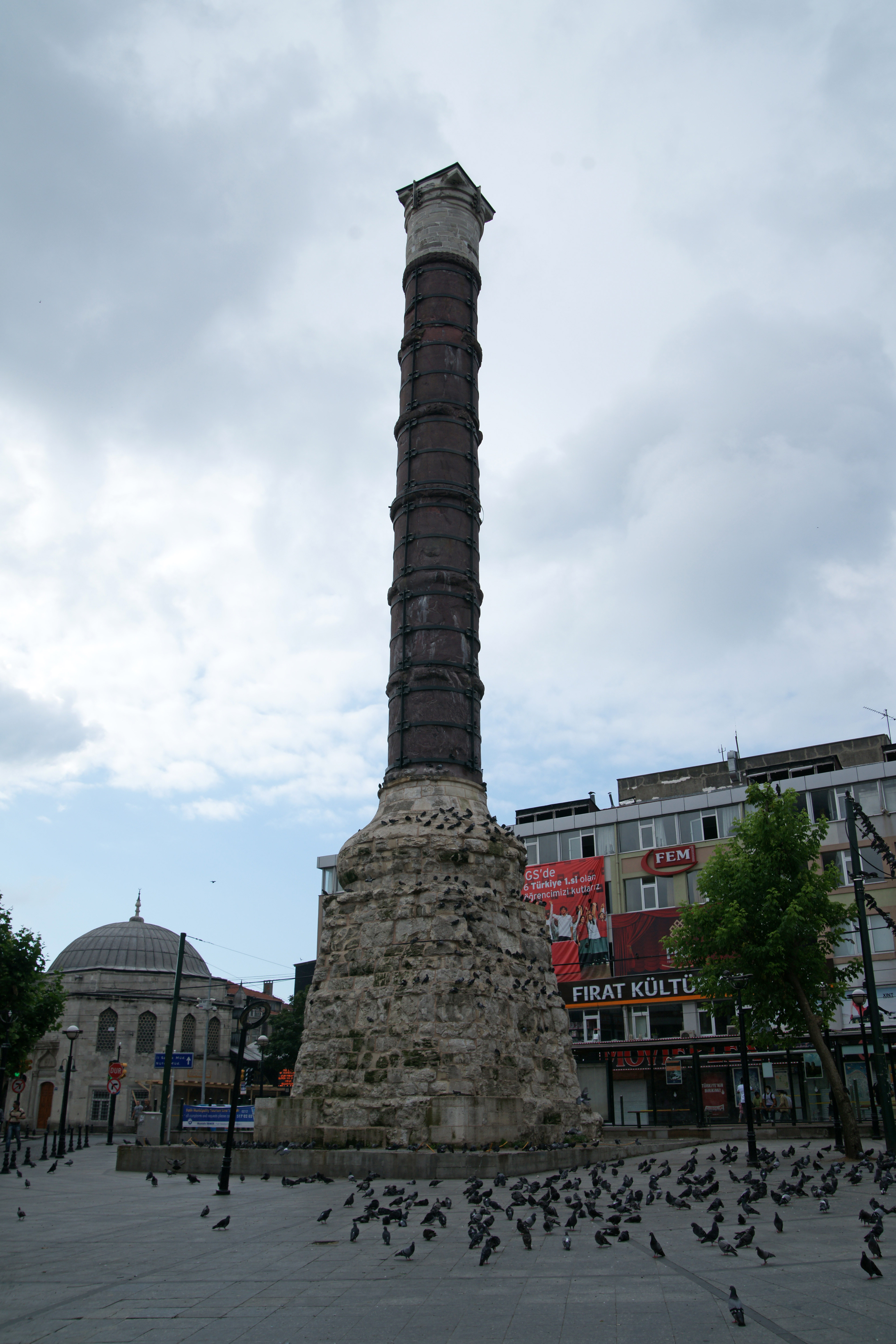
Колонна Константина, построенная Константином I[уточнить] в 330 году нашей эры в честь провозглашения Константинополя в качестве новой столицы Римской империи
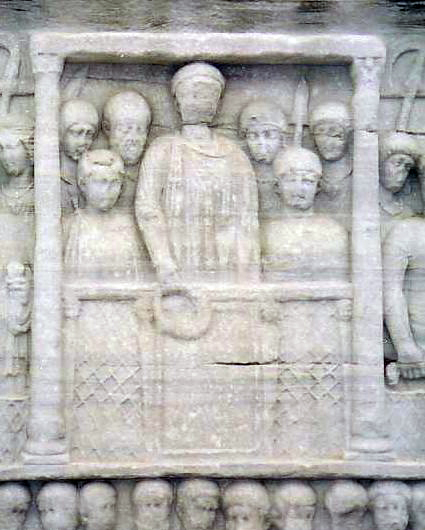
Феодосий I был последним римским императором, правившим неделимой империей (деталь от Обелиска на ипподроме Константинополя)
Сегодняшняя Айя София была заказана императором Юстинианом I после предыдущей, уничтоженной в ходе восстания «Ника» 532 года. Она была превращена в мечеть в 1453 году, когда Османская империя утвердилась, и стала музеем в 1935 году
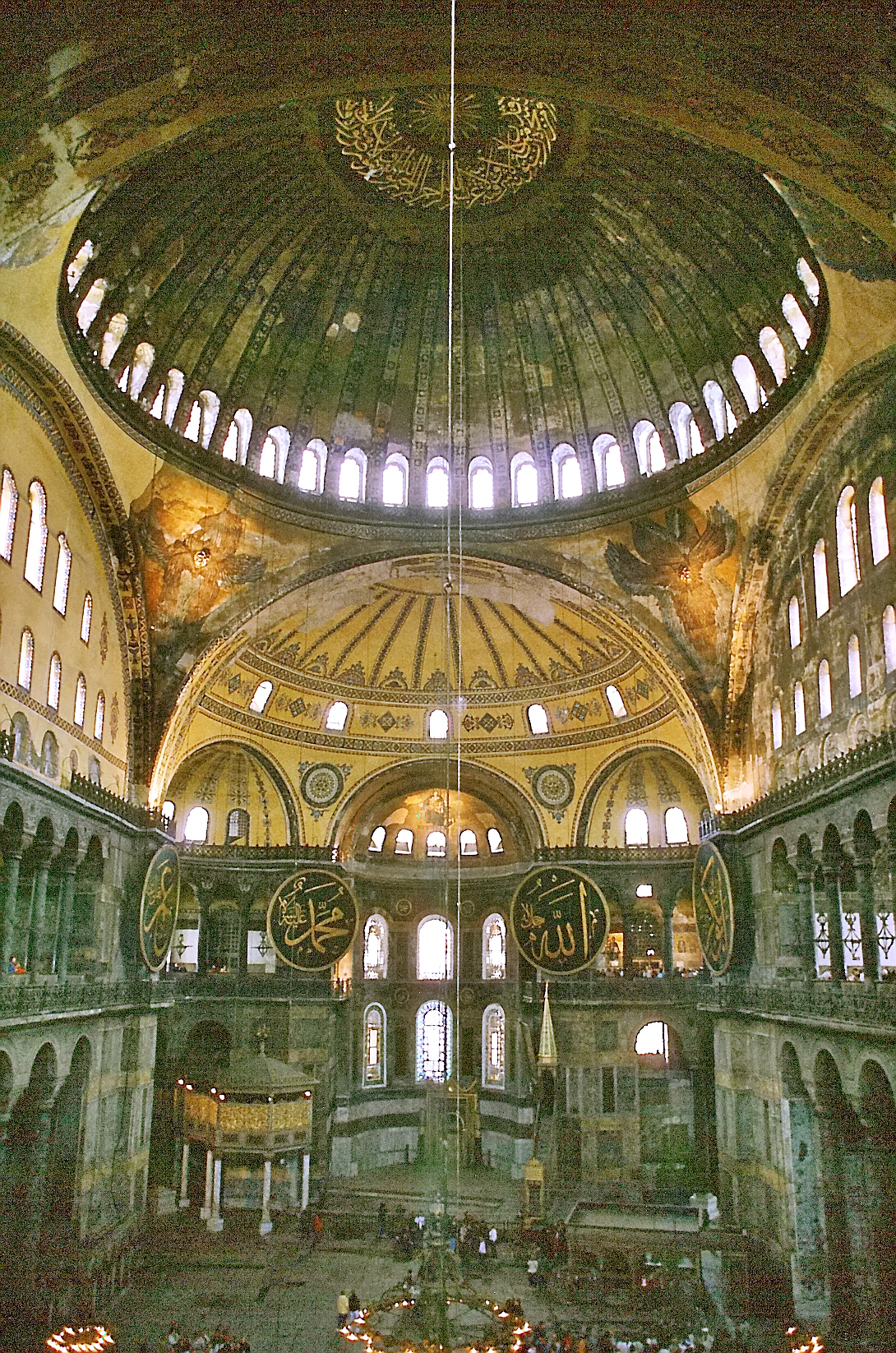
Интерьер Айя Софии, в настоящее время мечеть
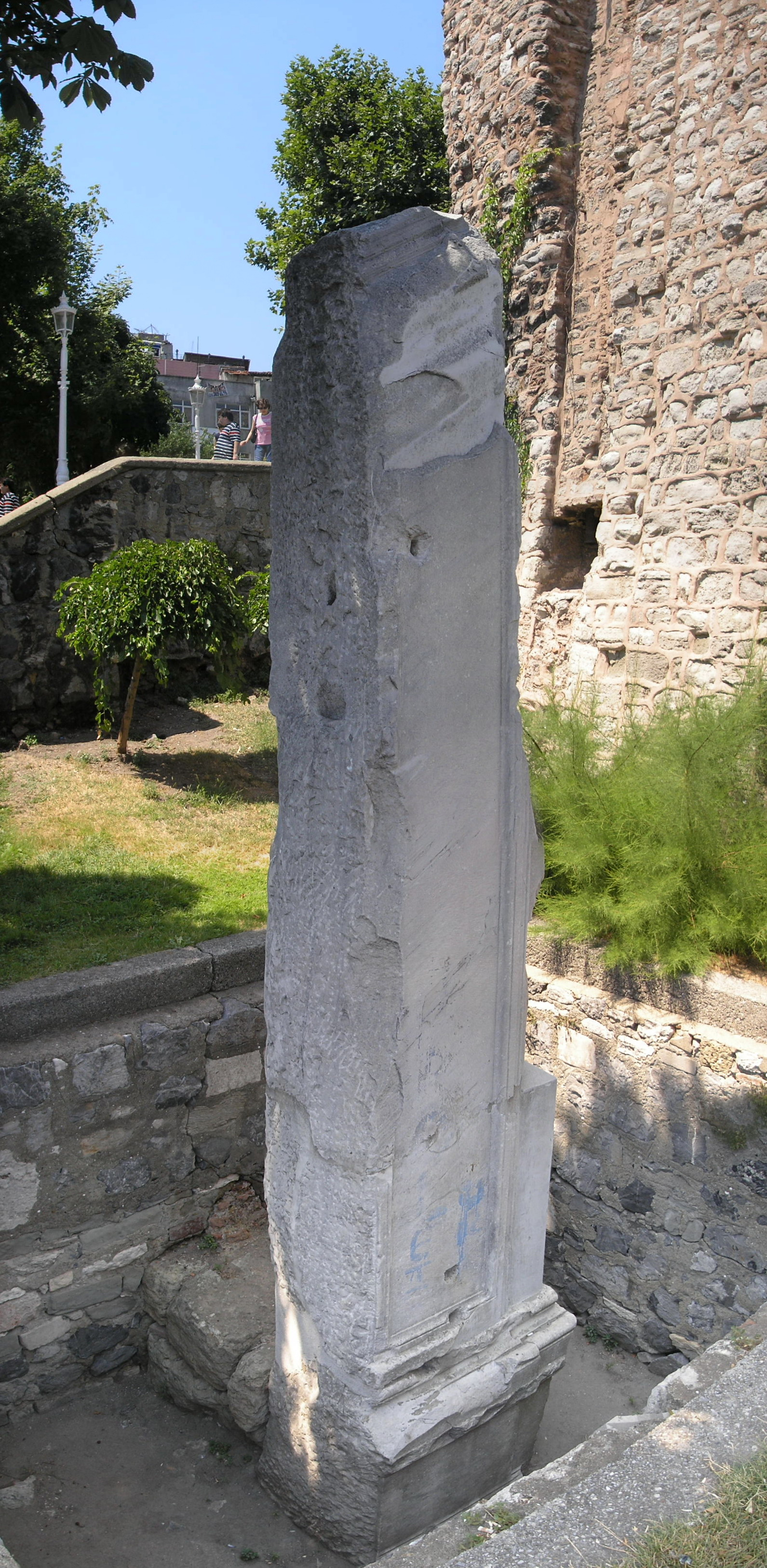
Фрагмент Милиона (греч. Μίλ(λ)ιον) — памятник, обозначающий милю

## Монеты

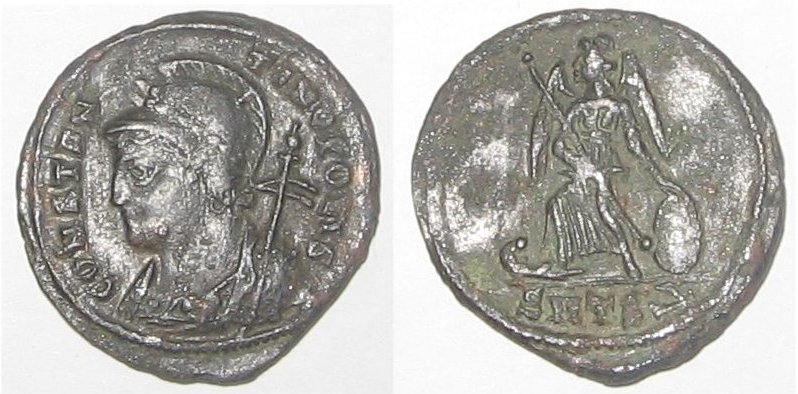
Монета, выпущенная Константином I в честь основания Константинополя
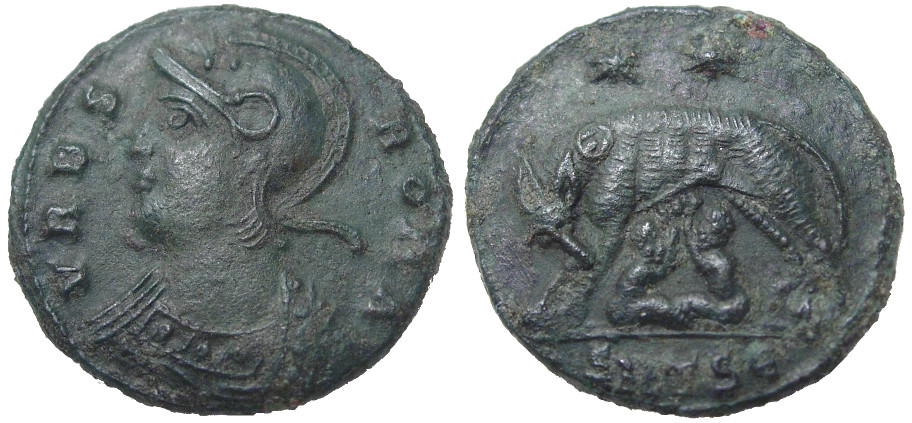
Монета, выпущенная Константином I в 330—333 гг. н. э. в честь основания Константинополя и Рима

## Живопись и мозаика

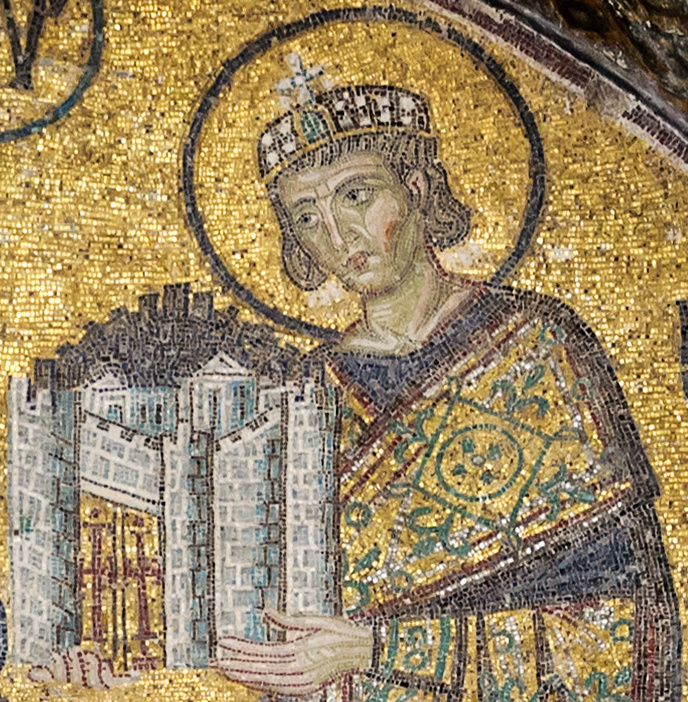
Константин Великий приносит Город в дар Богородице (мозаика). Айя София, около 1000
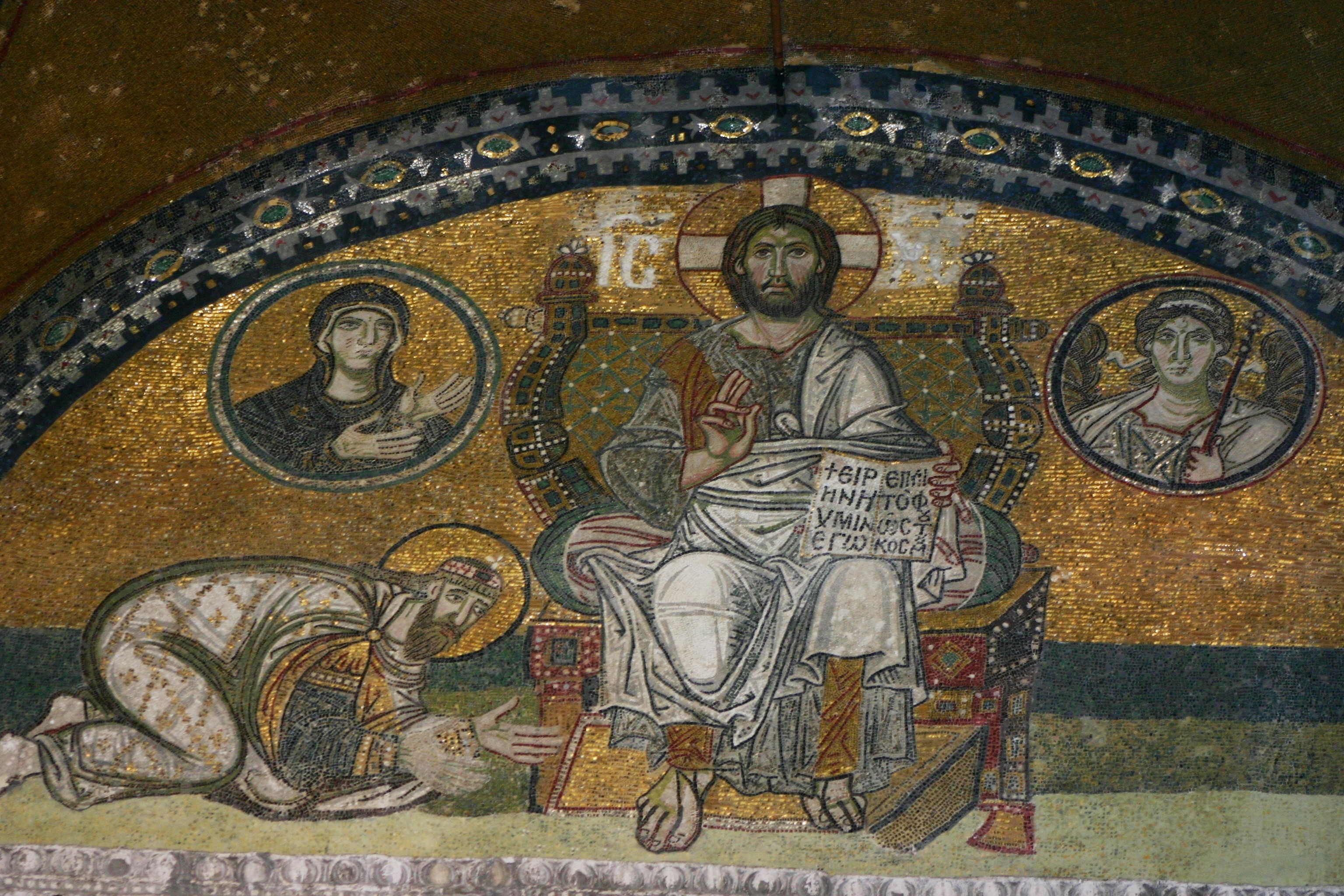
Император Лев VI (886–912) поклоняется Христу. Мозаика наверху императорских ворот в Айя Софии
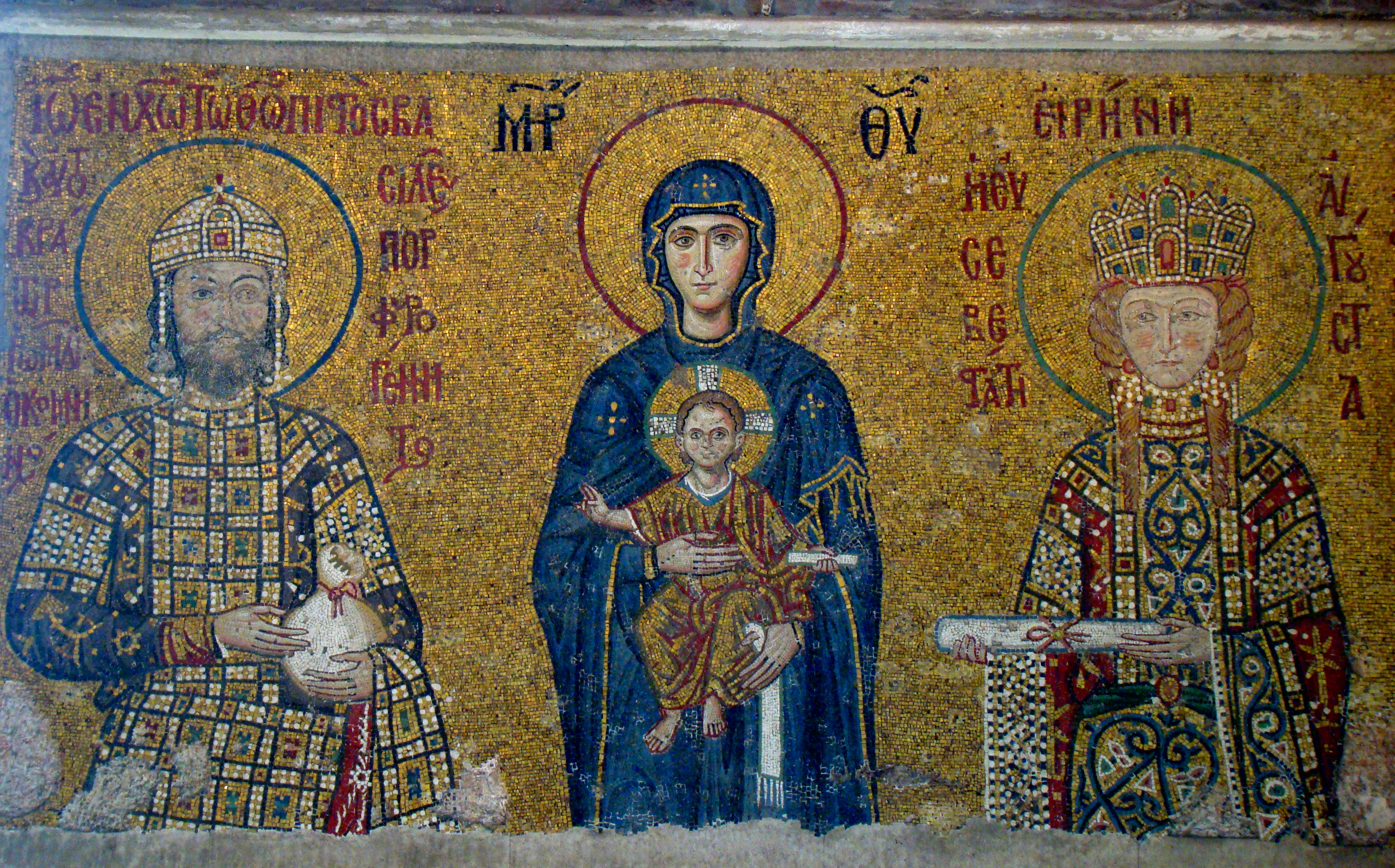
Мозаика XII века из верхней галереи Айя Софии, Константинополь: Дева Мария с младенцем Иисусом изображена в центре, слева от них — император Иоанн II (1118—1143), справа — его супруга императрица Ирина
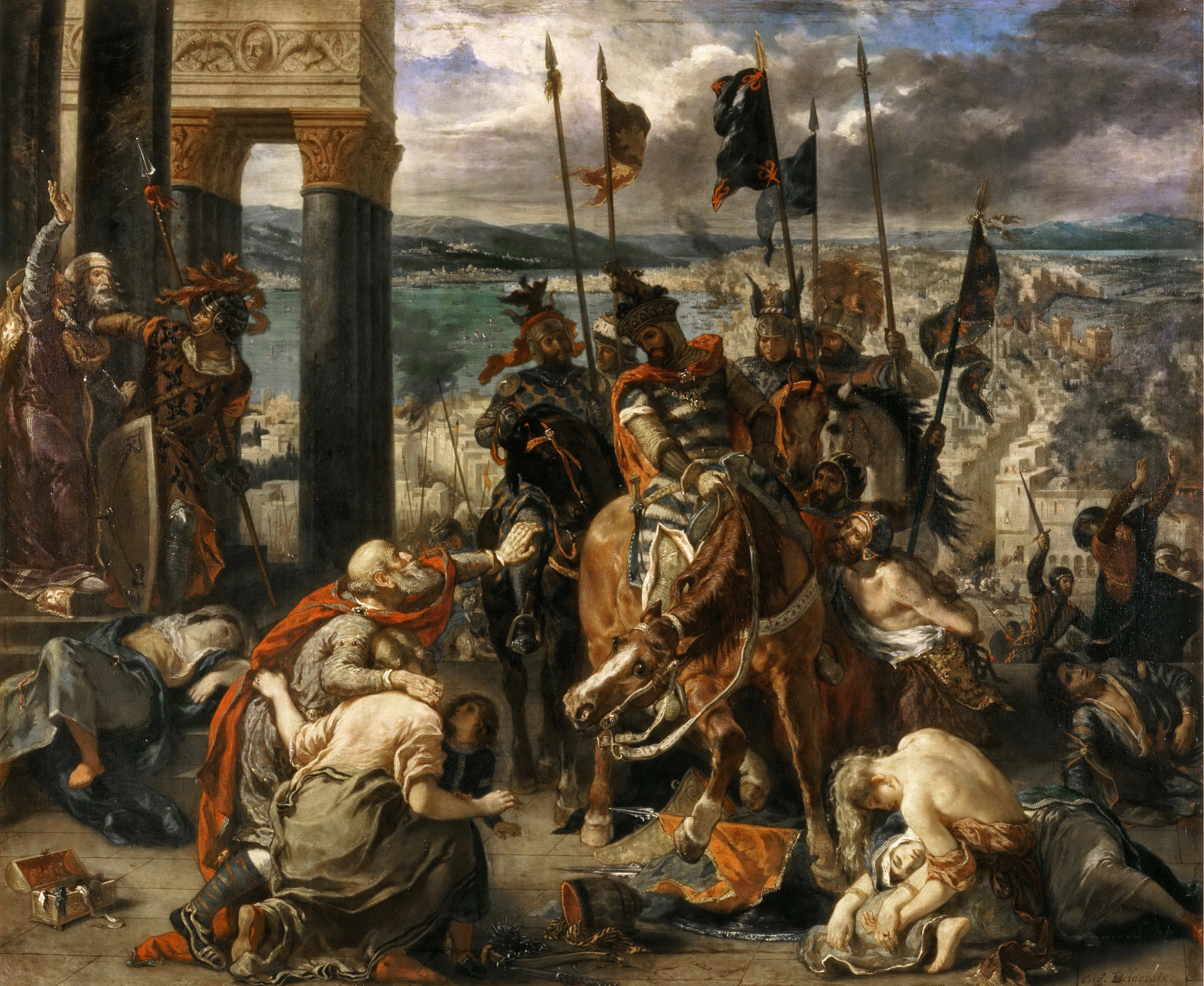
Крестоносцы в Константинополе. Картина Эжена Делакруа
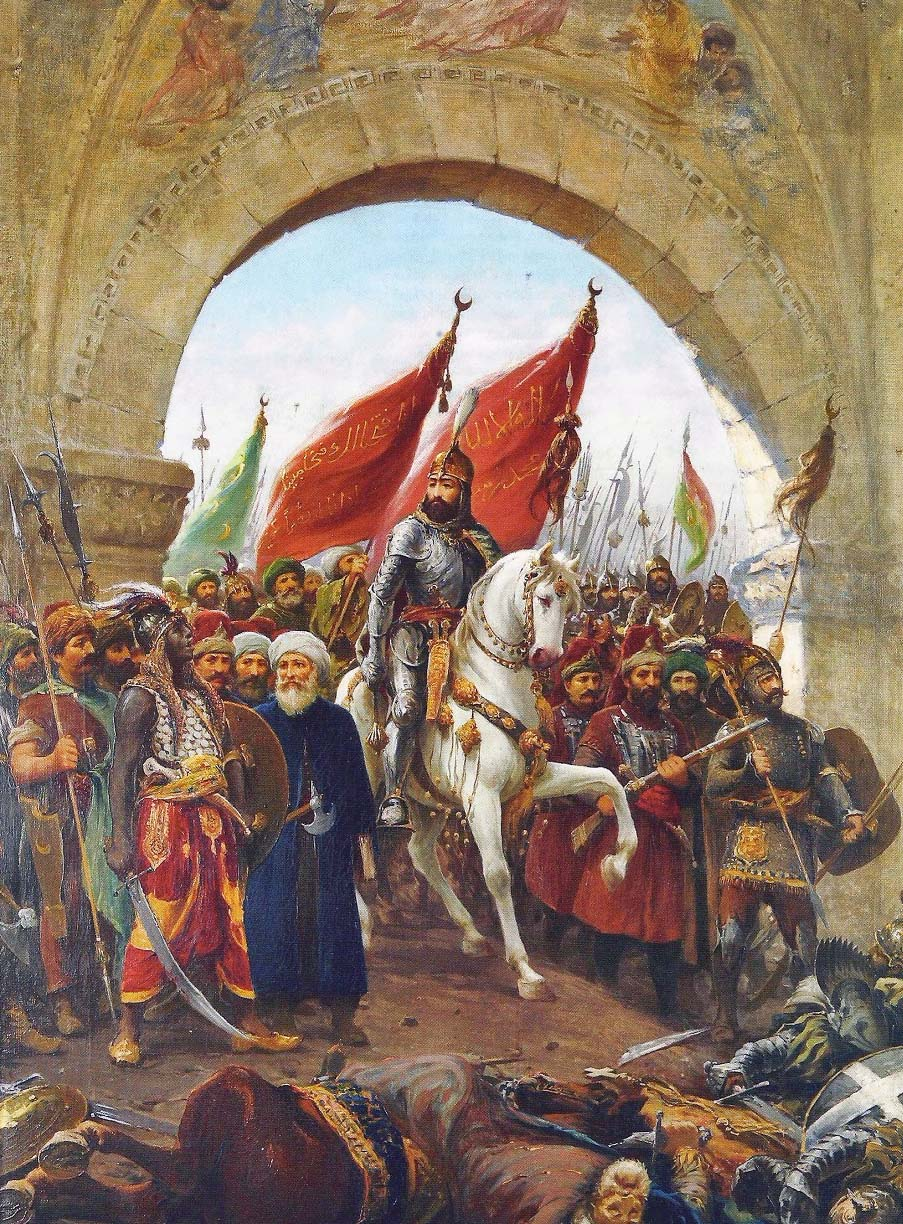
Мехмед Завоеватель входит в Константинополь, картина Фаусто Зонаро
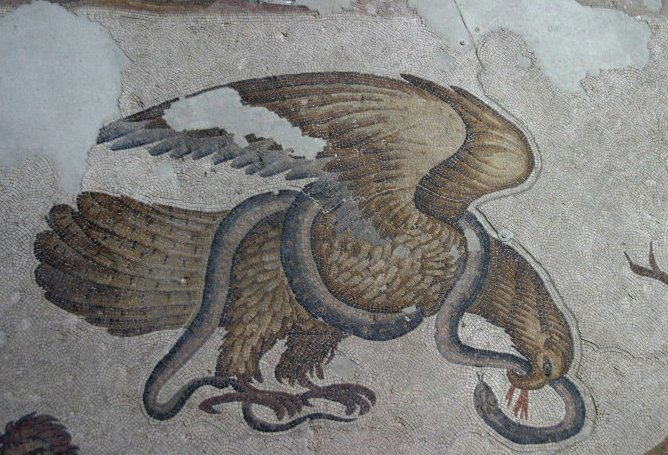
Орёл и змея, мозаика VI века на полу, Константинополь, Большой дворец